# یولباخ
یولباخ (به آلمانی: Julbach) یک شهر در آلمان است که در بایرن واقع شده‌است.

## خصوصیات
یولباخ ۱۱٫۲۷ کیلومترمربع مساحت دارد ۳۸۳ متر بالاتر از سطح دریا واقع شده‌است.